# Vladimir von Pachmann
Vladimir von Pachmann (Odessa, 27 de julho de 1848 — Roma, 6 de janeiro de 1933) foi um pianista ucraniano de ascendência germânica.

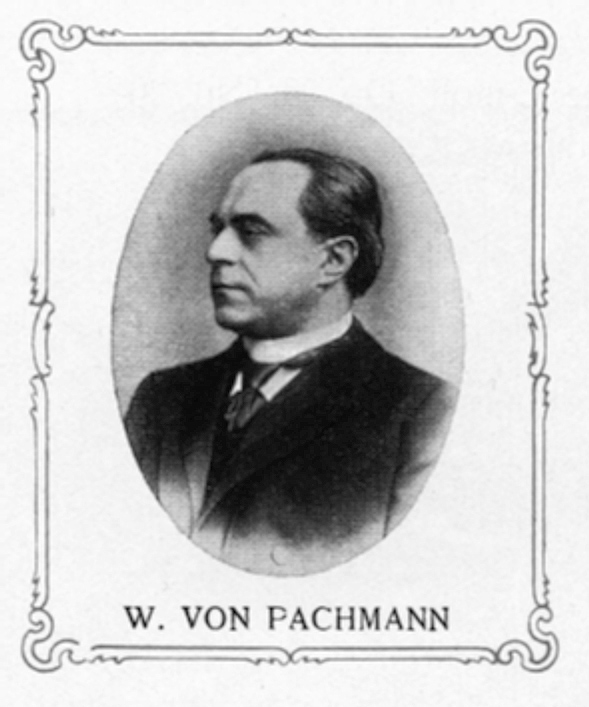

Pachmann fez seus estudos musicais em Viena, apresentou seu primeiro recital em sua cidade natal em 1869,e, insatisfeito com sua performance, voltou a dedicar-se aos estudos com obstinação, sendo que sua volta aos palcos deu-se somente em 1882.Viajou por vários países da Europa e foi até os Estados Unidos, ganhando reconhecimento por sua arte.
Notável intérprete de Frédéric Chopin, seus recitais eram caracterizados por pequenos discursos e comentários que fazia, revelando-se uma extrovertida personalidade.
Foi um dos primeiros pianistas a fazer gravações, para a gramophone e Welte-Mignon (piano reprodutor), a partir de 1907. Gravou obras de Chopin, Liszt, Schumann, Mendelssohn e Brahms.